# Luke Stokes
Pour les articles homonymes, voir Stokes.
Luke Stokes ou Stoakes est un administrateur colonial britannique du XVIIe siècle.
Il fut deux fois gouverneur de Nevis avant de déménager avec sa famille et 1 600 autres colons dans la région de Port Morant en Jamaïque après la conquête anglaise de la Jamaïque.

## Biographie
Stokes devient gouverneur de Nevis après la mort de Thomas Littleton en 1634. Cependant, il est remplacé en 1635 par Thomas Sparrow. Il est de nouveau gouverneur en 1649. Il reste à ce poste jusqu'à ce qu'il conduise le groupe de colons à Port Morant en 1656, ce qui constitue la première colonie majeure des colonialistes anglais.